# Textrix denticulata
 Textrix denticulata  ist eine Art der Gattung Textrix in der Familie der Trichterspinnen (Agelenidae). Die Art wird in Mitteleuropa meist als selten bezeichnet, kann aber lokal sehr häufig sein.

## Merkmale
Beide Geschlechter erreichen eine Körperlänge von 6 bis 8 mm. Weibchen und Männchen unterscheiden sich hinsichtlich Farbe und Zeichnung nicht.
Grundfarbe des Körpers ist schwarz bis schwarzbraun. Der Vorderkörper (Prosoma) zeigt auf diesem Grund ein breites weißes Mittelband. Der schwarze bis schwarzbraune Hinterkörper (Opisthosoma) zeigt in der Mitte ein rötlichbraunes Längsband, an dessen Rändern sich angedeutete weiße Winkelflecken befinden. Die stark beborsteten Beine sind braun mit schwarzen Flecken und Ringeln. Auffallend sind die sehr langen Spinnwarzen.

## Verbreitung und Lebensraum
Die Art bewohnt die westliche Paläarktis und ist weitgehend auf das westliche Europa beschränkt. Das Verbreitungsgebiet reicht in Nord-Süd-Richtung von Nord-Schottland, Schweden und Norwegen bis in das mittlere Spanien, das mittlere Italien und bis in die Türkei, in West-Ost-Richtung von Irland und Portugal bis zum Baltikum, Polen und Moldawien. In Deutschland wird die Art nicht häufig gefunden, geografische Schwerpunkte der Verbreitung sind nicht erkennbar.
Die Art bewohnt mäßig trockene bis trockene Laub- und Nadelwälder, sie kommt dort in der Streuschicht und vor allem an Baumstämmen vor. Daneben werden auch Fels- und Hauswände besiedelt.

## Lebensweise
Die Tiere bauen ihr kleines Trichternetz in der Streuschicht sowie in Rinden- und Felsspalten. Geschlechtsreife Tiere kommen von Mai bis Oktober vor.

## Bestand und Gefährdung
Die Art ist weit verbreitet. Sie wird in Mitteleuropa meist als selten bezeichnet, kann aber lokal sehr häufig sein. T. denticulata wird in Deutschland in den Roten Listen mehrerer Bundesländer als „gefährdet“ eingestuft.